# Brożki (hala)

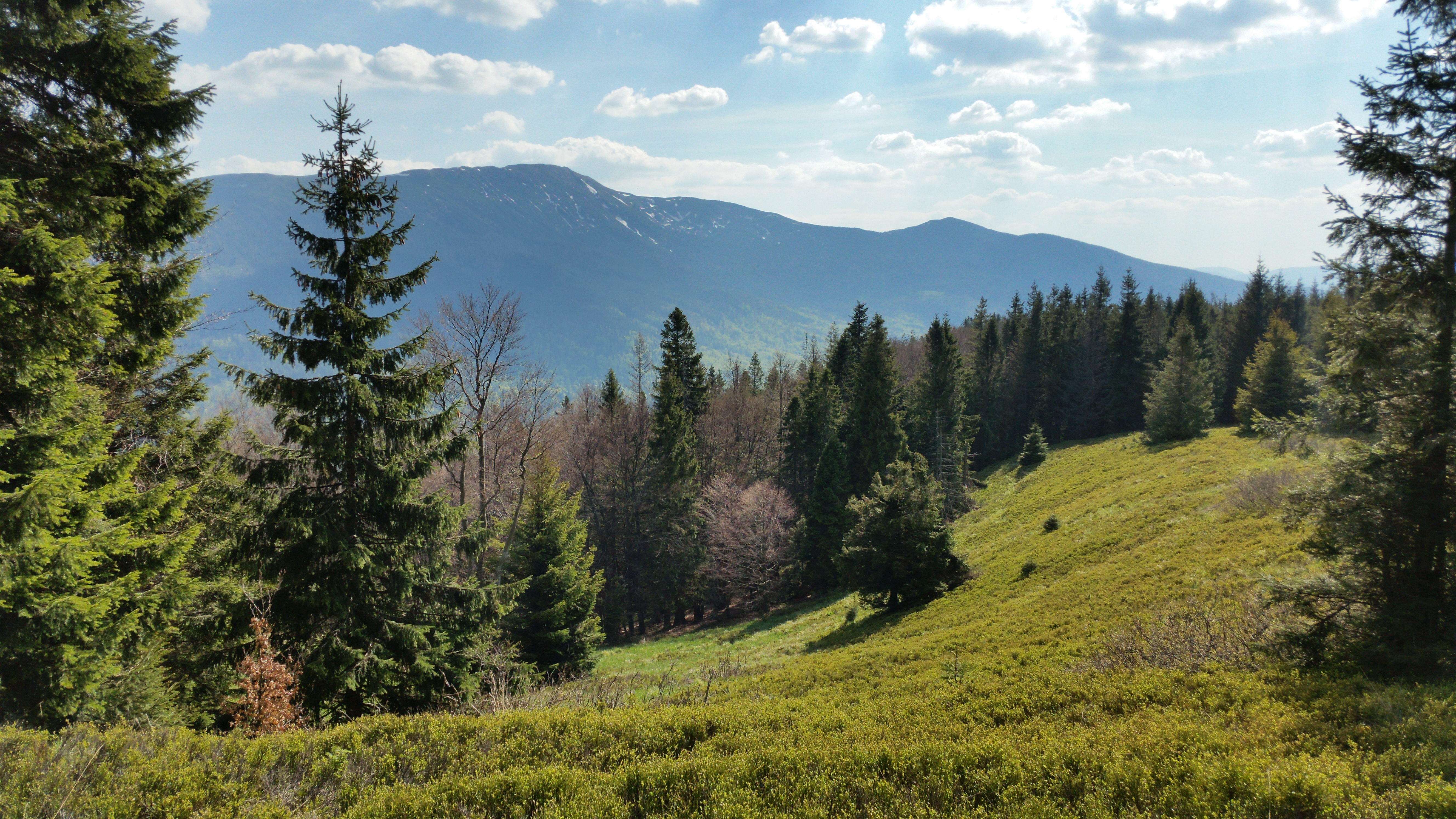
Widok z Polany Brożki w stronę Babiej Góry.

Brożki – polana i dawna hala znajdująca się na zachodnim stoku góry Brożki w Paśmie Policy, które w regionalizacji fizycznogeograficznej Polski według Jerzego Kondrackiego zaliczane jest do Beskidu Żywieckiego, w nowszej regionalizacji z 2018 roku do Beskidu Żywiecko-Orawskiego. Znajduje się we wsi Zawoja w województwie małopolskim, w powiecie suskim, w gminie Zawoja.
Niegdyś zagospodarowana na użytek rolny i pasterski, dziś zarasta w wyniku sukcesji. Jej powierzchnia zmniejszyła się z 6 ha do 2,3 ha. Na polanie znajduje się źródło, rozciąga się z niej bliski widok na masyw Babiej Góry.